# Prix d'Ispahan
Groupe I
Le Prix d'Ispahan est une course hippique de plat se déroulant au mois de mai sur l'Hippodrome de Longchamp.
C'est une course de Groupe I réservée aux chevaux de 4 ans et plus. Elle est ouverte aux hongres depuis 2001.
Créé en 1873, le Prix d'Ispahan se court sur la distance de 1 850 mètres, sur la grande piste de Longchamp. Lors de la première édition, la distance était de 3 000 mètres.
Dotée d'une allocation s'élevant actuellement à 250 000 €, c'est généralement une course de rentrée prisée par les spécialistes de la distance intermédiaire.

## Palmarès depuis 1969
| Année | Vainqueur         | S/A | Pays        | Père           | Jockey                | Entraîneur            | Propriétaire                 | Deuxième          | Troisième       | Temps   |
| ----- | ----------------- | --- | ----------- | -------------- | --------------------- | --------------------- | ---------------------------- | ----------------- | --------------- | ------- |
| 2024  | Mqse de Sévigné   | F.5 | France      | Siyouni        | Alexis Pouchin        | André Fabre           | Édouard de Rothschild        | Horizon Doré      | Haya Zark       | 1'54"69 |
| 2023  | Anmaat            | H.5 | Royaume-Uni | Awtaad         | Jim Crowley           | Owen Burrows          | Shadwell Estate Co. Ltd      | Light Infantry    | Facteur Cheval  | 1'52"12 |
| 2022  | Dreamloper        | F.5 | Royaume-Uni | Lope de Vega   | Kieran Shoemark       | Ed Walker             | J. Fill                      | Wally             | Pretty Tiger    | 1'53"74 |
| 2021  | Skalleti          | H.6 | France      | Kendargent     | Gérald Mossé          | Jérôme Reynier        | Jean-Claude Seroul           | Tilsit            | My Oberon       | 1'53"57 |
| 2020  | Persian King      | M.4 | France      | Kingman        | Pierre-Charles Boudot | André Fabre           | Ballymore & Godolphin        | Stormy Antarctic  | Pogo            | 1'47"21 |
| 2019  | Zabeel Prince     | H.6 | Royaume-Uni | Lope de Vega   | Andrea Atzeni         | Roger Varian          | Cheikh Mo. Obaid Al Maktoum  | Study of Man      | Trais Fluor     | 1'53"07 |
| 2018  | Recoletos         | M.4 | France      | Whipper        | Olivier Peslier       | Carlos Laffon-Parias  | Darpat France                | Almodovar         | Trais Fluor     | 1'52"80 |
| 2017  | Mekhtaal          | M.4 | France      | Sea The Stars  | Gregory Benoist       | Jean-Claude Rouget    | Al Shaqab Racing             | Robin of Navan    | Usherette       | 1'49"92 |
| 2016  | A Shin Hikari     | M.5 | Japon       | Deep Impact    | Yutaka Take           | Masanori Sakaguchi    | Eishindo Co. Ltd             | Dariyan           | Silverwave      | 1'53"29 |
| 2015  | Solow             | H.5 | France      | Singspiel      | Maxime Guyon          | Freddy Head           | Wertheimer & Frère           | Gailo Chop        | Sparkling Beam  | 1'51"30 |
| 2014  | Cirrus des Aigles | H.8 | France      | Even Top       | Christophe Soumillon  | Corinne Barande-Barbe | J.-C.-A. Dupuy & Xavier Niel | Anodin            | Pollyana        | 1'57"00 |
| 2013  | Maxios            | M.5 | France      | Monsun         | Stéphane Pasquier     | Jonathan E.Pease      | Famille Niárchos             | Planteur          | Mandour         | 1'56"55 |
| 2012  | Golden Lilac      | F.4 | France      | Galileo        | Maxime Guyon          | André Fabre           | Gestüt Ammerland             | Cirrus des Aigles | Planteur        | 1'51"85 |
| 2011  | Goldikova         | F.6 | France      | Anabaa         | Olivier Peslier       | Freddy Head           | Wertheimer & Frère           | Cirrus des Aigles | Rajsaman        | 1'51"00 |
| 2010  | Goldikova         | F.5 | France      | Anabaa         | Olivier Peslier       | Freddy Head           | Wertheimer & Frère           | Byword            | Wiener Walzer   | 1'49"40 |
| 2009  | Never on Sunday   | M.4 | France      | Sunday Break   | Christophe Lemaire    | Jean-Claude Rouget    | D.-Y. Trèves                 | Gris de Gris      | Runaway         | 1'57"20 |
| 2008  | Sageburg          | M.4 | France      | Johannesburg   | Olivier Peslier       | Alain de Royer-Dupré  | S.A. Aga Khan                | Darjina           | Loup Breton     | 1'53"70 |
| 2007  | Manduro           | M.5 | Allemagne   | Monsun         | Stéphane Pasquier     | André Fabre           | Baron Georg von Ullmann      | Turtle Bow        | Stormy River    | 1'58"00 |
| 2006  | Laverock          | M.4 | France      | Octagonal      | Davy Bonilla          | Carlos Laffon-Parias  | Gainsborough Stud            | Manduro           | Krataios        | 1'52"20 |
| 2005  | Valixir           | M.4 | France      | Trempolino     | Christophe Soumillon  | André Fabre           | S.A. Aga Khan                | Elvstroem         | Cacique         | 1'50"90 |
| 2004  | Prince Kirk       | M.4 | Italie      | Selkirk        | Marco Monteriso       | Emilio Borromeo       | Scuderia Pieffegi            | Six Perfections   | Checkit         | 1'52"00 |
| 2003  | Falbrav           | M.4 | Italie      | Fairy King     | Kieren Fallon         | Luca Cumani           | Scuderia Renca. & T. Yoshida | Bright Sky        | Carnival Dancer | 1'51"00 |
| 2002  | Best of the Bests | M.5 | France      | Machiavellian  | Frankie Dettori       | Saeed Bin Suroor      | Godolphin                    | Poussin           | Banks Hill      | 1'51"40 |
| 2001  | Observatory       | M.4 | Royaume-Uni | Distant View   | Richard Hughes        | John Gosden           | Khalid Abdullah              | Hightori          | Ekraar          | 1'51"00 |
| 2000  | Sendawar          | M.4 | France      | Priolo         | Gérald Mossé          | Alain de Royer-Dupré  | S.A. Aga Khan                | Indian Danehill   | Chelsea Manor   | 1'59"30 |
| 1999  | Croco Rouge       | M.4 | France      | Rainbow Quest  | Thierry Jarnet        | Pascal Bary           | Wafic Saïd                   | El Condor Pasa    | Gold Away       | 1'53"70 |
| 1998  | Loup Sauvage      | M.4 | France      | Riverman       | Olivier Peslier       | André Fabre           | Daniel Wildenstein           | Astarabad         | Marathon        | 1'52"70 |
| 1997  | Sasuru            | M.4 | Royaume-Uni | Most Welcome   | Michael Hills         | Geoff Wragg           | A.-E. Oppenheimer            | Wixim             | Simon du Désert | 1'54"60 |
| 1996  | Halling           | M.5 | Royaume-Uni | Diesis         | Frankie Dettori       | Saeed Bin Suroor      | Godolphin                    | Gunboat Diplomacy | Vetheuil        | 2'02"90 |
| 1995  | Green Tune        | M.4 | France      | Green Dancer   | Olivier Doleuze       | Christiane Head       | Wertheimer & Frère           | Pelder            | Marildo         | 1'53"70 |
| 1994  | Arcangues         | M.5 | France      | Sagace         | Thierry Jarnet        | André Fabre           | Daniel Wildenstein           | Muhtarram         | Marildo         | 1'50"70 |
| 1993  | Bigstone          | M.4 | France      | Last Tycoon    | Olivier Peslier       | Elie Lellouche        | Daniel Wildenstein           | Misil             | Shanghai        | 1'51"70 |
| 1992  | Zoman             | M.5 | Royaume-Uni | Affirmed       | Alan Munro            | Paul Cole             | F. Salman                    | Arcangues         | Exit to Nowhere | 1'54"60 |
| 1991  | Sanglamore        | M.4 | Royaume-Uni | Sharpen Up     | Pat Eddery            | Roger Charlton        | Khalid Abdullah              | Priolo            | Zoman           | 1'49"90 |
| 1990  | Creator           | M.4 | France      | Mill Reef      | Cash Asmussen         | André Fabre           | Cheikh Al Maktoum            | Val des Bois      | Citidancer      | 1'51"50 |
| 1989  | Indian Skimmer    | F.5 | Royaume-Uni | Storm Bird     | Steve Cauthen         | Henry Cecil           | Cheikh Al Maktoum            | Gabina            | French Stress   | 1'52"30 |
| 1988  | Miesque           | F.4 | France      | Nureyev        | Freddy Head           | François Boutin       | Stavros Niarchos             | Saint Andrews     | Jalaajel        | 1'55"20 |
| 1987  | Highest Honor     | M.4 | France      | Kenmare        | Cash Asmussen         | Pascal Bary           | Écurie Manneville            | Grand Pavois      | Vertige         | 1'55"30 |
| 1986  | Baillamont        | 4   | France      | Blushing Groom | Freddy Head           | François Boutin       | Stávros Niárchos             | Fitnah            | Lirung          | 1'50"80 |
| 1985  | Sagace            | 5   | France      | Luthier        | Éric Legrix           | Patrick Biancone      | Daniel Wildenstein           | Yashgan           | Castle Guard    | 1'51"10 |
| 1984  | Crystal Glitters  | 4   | France      | Blushing Groom | Alfred Gibert         | André Fabre           | Mahmoud Fustok               | Mille Balles      | Adonijah        | 1'50"60 |
| 1983  | Crystal Glitters  | 3   | France      | Blushing Groom | Yves Saint-Martin     | Mitri Saliba          | Mahmoud Fustok               | Darly             | Lemigrant       | 1'53"00 |
| 1982  | Al Nasr           | 4   | France      | Lyphard        | Alain Lequeux         | André Fabre           | Moufid F. Dabaghi            | The Wonder        | Melyno          | 1'54"30 |
| 1981  | The Wonder        | 3   | France      | Wittgenstein   | Alain Lequeux         | Jacques de Chevigny   | Mrs Alain du Breil           | Northjet          | Cresta Rider    | 1'57"70 |
| 1980  | Nadjar            | 4   | France      | Zeddaan        | Alain Lequeux         | Aage Paus             | Gunnar Schjelderup           | Foveros           | In Fijar        | 1'57"40 |
| 1979  | Irish River       | 3   | France      | Riverman       | Maurice Philipperon   | John Cunnington Jr.   | Mrs Raymond Adès             | Strong Gale       | Pyjama Hunt     | 1'51"70 |
| 1978  | Carwhite          | 4   | France      | Caro           | Freddy Head           | Alec Head             | Jacques Wertheimer           | Trillion          | Gairloch        | 1'53"90 |
| 1977  | Lightning         | 3   | France      | Kashmir        | Gérard Dubroeucq      | François Mathet       | Guy de Rothschild            | Pharly            | Malecite        | 1'52"90 |
| 1976  | Full of Hope      | 6   | France      | Great Nephew   | Bill Pyers            | Gilles Delloye        | C. F. Delecroix              | Ivanjica          | Ricco Boy       | 1'54"40 |
| 1975  | Ramirez           | 4   | France      | T V Lark       | Philippe Paquet       | François Boutin       | María Félix Berger           | Mariacci          | Allez France    | 1'51"30 |
| 1974  | Allez France      | 4   | France      | Sea Bird       | Yves Saint-Martin     | Angel Penna, Sr.      | Daniel Wildenstein           | Margouillat       | Mister Dip      | 1'55"70 |
| 1973  | La Troublerie     | 4   | France      | Will Somers    | Yves Saint-Martin     | Gérard Philippeau     | Mrs Marc Laloum              | Some Crack        | Moulton         | 1'52"90 |
| 1972  | Riverman          | 3   | France      | Never Bend     | Freddy Head           | Alec Head             | Germaine Wertheimer          | Sharapour         | Ballyhot        | 1'54"20 |
| 1971  | Mister Sic Top    | 4   | France      | Tiffauges      | Alfred Gibert         | G. Pézeril            | Lucien Deshayes              | Blinis            | Lithiot         | 2'02"40 |
| 1970  | Caro              | 3   | France      | Fortino        | Bill Williamson       | Albert Klimscha       | Comtesse Batthyany           | Crepellana        | Stintino        | 1'56"80 |
| 1969  | Grandier          | 5   | France      | Tapioca        | Maurice Philipperon   | John Cunnington Jr.   | Mrs Pierre Ribes             | Locris            | Hill Run        | 1'55"80 |

## Précédents vainqueurs
- 1873 - Campêche
- 1874 -
- 1875 - Paradoxe
- 1876 - Saxifrage
- 1877 - Gavarni
- 1878 - Jongleur
- 1879 - Courtois
- 1880 - Castillon
- 1881 - Alphonsine
- 1882 - Poulet
- 1883 - Veston
- 1884 - Farfadet
- 1885 - Despote
- 1886 - Viennois
- 1887 - Cambyse
- 1888 - Embellie
- 1889 - Le Sancy
- 1890 - Yellow
- 1891 -
- 1892 -
- 1893 - Saint Ferjeux
- 1894 -
- 1895 -
- 1896 - Le Sagittaire
- 1897 - Champaubert
- 1898 - Champaubert / Cambridge
- 1899 - Fourire
- 1900 -
- 1901 - Dido
- 1902 -
- 1903 - La Camargo
- 1904 - La Camargo
- 1905 - Caïus
- 1906 -
- 1907 - Ouadi Halfa
- 1908 - Moulins la Marche
- 1909 - Moulins la Marche
- 1910 -
- 1911 - Ossian
- 1912 - Rouble
- 1913 - Foxling
- 1914 - Amilcar
- 1915-18 - pas de course
- 1919 -
- 1920 - Le Rapin
- 1921 - La Finette
- 1922 - Kircubbin
- 1923 - Épinard
- 1924 - Prémontré
- 1925 - Condover
- 1926 - Coram
- 1927 - Kitty
- 1928 - Rialto
- 1929 - Kantar
- 1930 - Alcyon
- 1931 - pas de course
- 1932 - Lovelace
- 1933 - Goyescas
- 1934 - Rodosto
- 1935 - Rénette
- 1936 - Rénette
- 1937 - Sanguinetto
- 1938 - Bistolfi
- 1939 - Turbulent
- 1940 - pas de course
- 1941 - Panipat
- 1942 - Hiéroclès
- 1943 - Hiéroclès
- 1944 - Un Gaillard
- 1945 - Priam
- 1946 - Coaraze
- 1947 - Coaraze
- 1948 - Bel Amour
- 1949 - Ménétrier
- 1950 - Fort Napoléon
- 1951 - Dynamiter
- 1952 - Arbèle
- 1953 - Sadi II
- 1954 - Florin
- 1955 - Fric
- 1956 - Fric
- 1957 - Chief
- 1958 - Blockhaus
- 1959 - Hamanet
- 1960 - Tobago
- 1961 - Javelot
- 1962 - La Sega
- 1963 - Manderley
- 1964 - Jour et Nuit III
- 1965 - Esso
- 1966 - Silver Shark
- 1967 - Caldarello
- 1968 - Zeddaan